# Cameron Fleming
Cameron Jarrod Fleming (Fort Hood, Texas, 3 de septiembre de 1992) más conocido como Cameron Fleming, es un jugador profesional estadounidense de fútbol americano que se desempeña en la posición de offensive tackle en Denver Broncos, equipo de la National Football League (NFL).

## Carrera
Fue seleccionado en la cuarta ronda en la Reunión Anual de Selección de Jugadores de la NFL de 2014. Hizo su debut profesional con el equipo New England Patriots, en el cual jugó cuatro temporadas (2014-2018), después pasó a Dallas Cowboys (2018-2020), posteriormente a New York Giants (2020-2021), luego a Denver Broncos, donde lleva jugando tres temporadas.